# 조디 벤슨
조디 벤슨(Jodi Benson, 1961년 10월 10일 ~ )은 미국의 배우, 성우, 가수이다.

## 출연 작품
- 주먹왕 랄프 2: 인터넷 속으로 - 에리얼역 (목소리)
- 토이 스토리 4 - 바비 역 (목소리)